# Embidobia yuyutsu
Embidobia yuyutsu (лат.) — вид наездников рода Embidobia из семейства сцелиониды (Scelioninae, или Platygastridae, по другим классификациям).

## Этимология
Видовой эпитет E. yuyutsu относится к мифическому герою Юютсу, рождённому вне брака от союза царя Дхритараштры и служанки его жены Сугадхи, единственному из его сыновей, кто выжил в войне на Курукшетре в индийском эпосе Махабхарата.

## Распространение
Южная Азия: Индия.

## Описание
Мелкие перепончатокрылые насекомые. Длина компактного тела около 1 мм. Голова и мезосома коричневые; метасома жёлто-коричневая; усики частично (радикль, A1—A7) жёлто-коричневые, остальные антенномеры чёрно-коричневые; ноги жёлто-коричневые. Embidobia yuyutsu близок к E. hiranya, но отличается от него тем, что тергиты T2 и T3 одинаковой длины; метаскутеллюм равномерно закруглён в задней части, а в передней — ямочный, а в задней — с впадинами. В то время как у E. hiranya T3 длиннее T2, а метаскутеллум сзади выступающий, спереди с впадинами, а сзади продольно с рёбрами. Усики самок 11-члениковые с 4 сегментной булавой (у самцов усики состоят из 12 сегментов). Глаза крупные с густыми волосками. Метасома с хорошо развитым субмаргинальным гребнем. Нижнечелюстные щупики 4-члениковые, нижнегубные — состоят из 2 сегментов. Предположительно, как и близкие виды, паразитоиды яиц эмбий.